# Nethinius fulvescens
Nethinius fulvescens är en skalbaggsart som beskrevs av Leon Fairmaire 1889. Nethinius fulvescens ingår i släktet Nethinius och familjen långhorningar. Inga underarter finns listade i Catalogue of Life.